# ウィリアム・モール (初代パンミュア男爵)

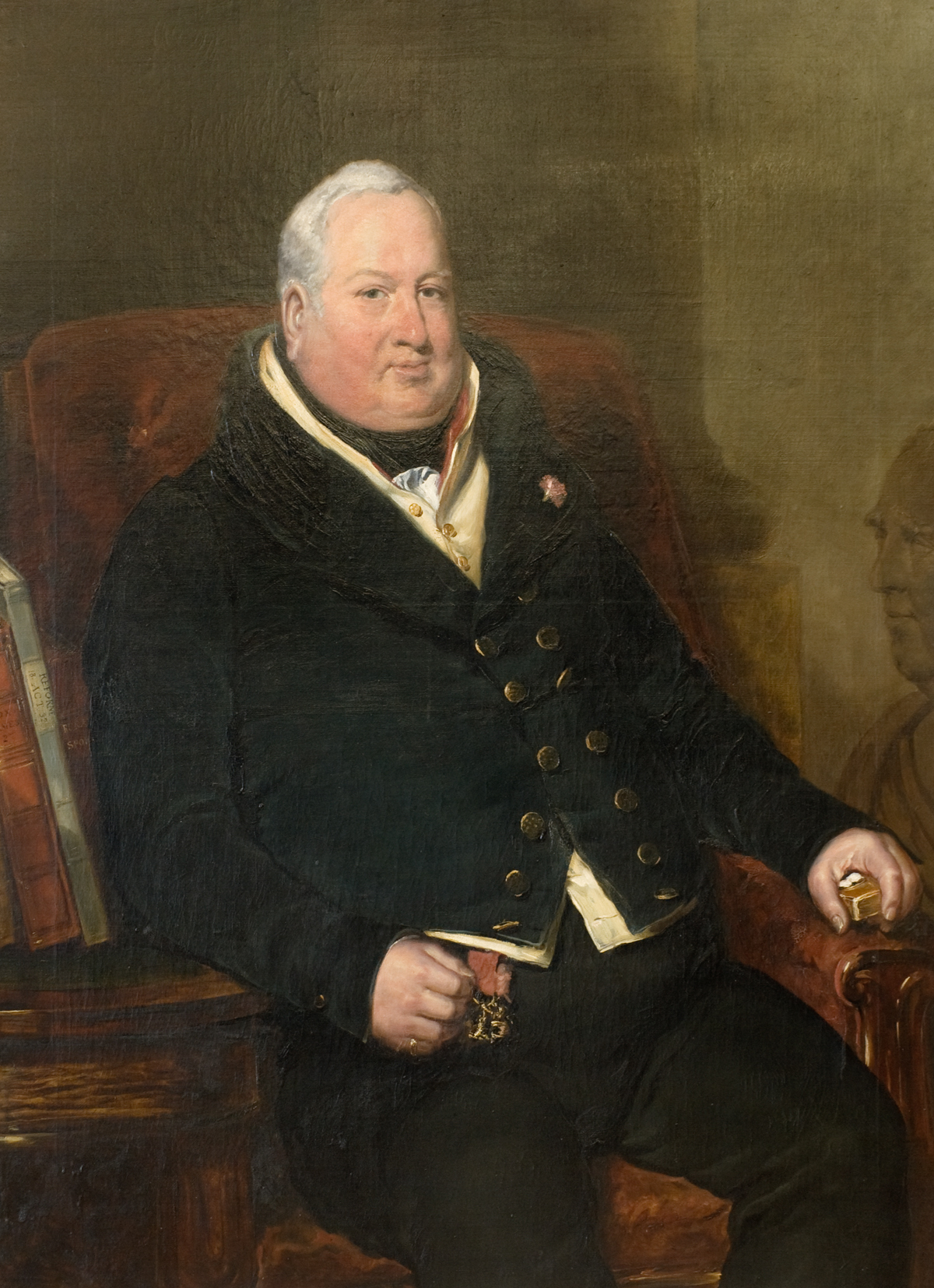
トマス・マスグレイヴ・ジョイによる肖像画、1838年。

初代パンミュア男爵ウィリアム・モール（英語: William Maule, 1st Baron Panmure、出生名ウィリアム・ラムゼイ（William Ramsay）、1771年10月27日 – 1852年4月13日）は、スコットランドの地主、政治家。1796年と1805年から1831年までの2度にわたって庶民院議員を務めた。

## 生涯
第8代ダルハウジー伯爵ジョージ・ラムゼイと妻エリザベス（Elizabeth、旧姓グレン、Glen、1739年ごろ – 1807年2月17日、アンドルー・グレンの娘）の次男として、1771年10月27日に生まれた。父方の祖母の兄弟にあたる初代パンミュア伯爵ウィリアム・モールが定めた継承規定により、1782年にパンミュア伯爵が死去すると姓をモールに改め、1787年11月4日に父が死去するとパンミュア伯爵家の領地を継承した。1780年から1784年までエディンバラの高校で教育を受けた。
1788年にコルネット（騎兵少尉）としての辞令を購入して第11竜騎兵連隊に入隊、1791年に独自で1個歩兵連隊を編成したが、連隊は同年に解散され、モールも半給扱いになった。以降長年にわたって半給扱いのままだったが、1825年に正式に軍務から引退した。一方、フランス革命戦争期に本土で編成されたフェンシブル連隊（本土防衛向けの連隊）では1793年に中尉としてウェスト・ローランド連隊（West Lowland Fencibles）に入隊、1794年に大尉に昇進、同年にフォーファーシャーのフェンシブル騎兵連隊の少佐に昇進した。
1796年4月、フォックス派候補としてフォーファーシャー選挙区の補欠選挙に出馬した。フォーファーシャーではパンミュア伯爵が長期間議員を務めていたが、その死後の1787年に影響力を継承したモールがわずか16歳と未成年だった。1790年の総選挙では閣僚ヘンリー・ダンダスの支持を得たデイヴィッド・スコット（イギリス東インド会社の商人）が当選し、潜在的な対立候補である第4代準男爵サー・デイヴィッド・カーネギーをフォーファーシャーからもアバディーン・バラ選挙区からも追い出したが、カーネギーは復讐を決め、1795年夏にフォーファーシャーでの立候補を表明した。スコットは応戦の構えを見せたが、ダンダスら政府の閣僚は選挙戦に挑むほどの価値がないと考えて、ほかの選挙区で当選させるからロンドンに戻るようにと8月中旬にスコットに通告した。スコットは従ったが、9月11日に選挙活動を続けるよう現地における自身の代表に許可を出し、続いて「一旦辞任して補欠選挙でカーネギーを当選させ、総選挙で改めて戦う」という提案に対し総選挙では自身が勝てるとの見解を表明した。モールはパンミュア伯爵家の影響力を復活させるべく、（弟ヘンリーがスコットの助けを借りてイギリス東インド会社に就職したにもかかわらず）カーネギーと手を組み、ダンダスがモールの母に抗議することとなった。最終的にはスコットが1796年3月に議員を辞任し、4月の補欠選挙でモールが当選したのち総選挙で退いてカーネギーに引き継がせるという形になり、スコットはなおも戦おうとしたが結局敗北を認め、別の選挙区で当選して議席を維持した。モールの当選が1796年4月で議会解散が5月だったため、わずか1か月間の議員経歴となった。
1798年にホイッグ・クラブに加入、1802年にははじめてチャールズ・ジェームズ・フォックスに会った。1805年にカーネギーが死去すると、補欠選挙で当選して庶民院議員に就任した。ホイッグ党有利の1806年イギリス総選挙で再選、1807年イギリス総選挙ではダンダス（1802年にメルヴィル子爵に叙爵）が第5代アボイン伯爵ジョージ・ゴードン、第10代ストラスモア＝キングホーン伯爵ジョン・ボーズ、初代ダグラス男爵アーチボルド・ダグラスの援助を借りて対立候補を立てようとしたが、候補として立てようとした人物がホイッグ党政権支持を表明したため失敗に終わった。以降もモールが影響力を維持し続け、1831年に叙爵されるまで当選を繰り返すこととなる。
議会ではフォックス派ホイッグ党の一員として行動、初代グレンヴィル男爵ウィリアム・グレンヴィルの挙国人材内閣を支持、第2次ポートランド公爵内閣、パーシヴァル内閣、リヴァプール伯爵内閣、ウェリントン公爵内閣に反対した。主だった議題では選挙改革を支持（1810年5月、1826年4月、1831年3月）、カトリック解放を支持（1813年3月、1813年5月、1825年4月、1825年5月、1827年3月、1829年3月）した。1832年の第1回選挙法改正でも常に改革を支持した。また、1812年には急進派のハムデン・クラブの原加盟会員の1人になった。
1831年戴冠式記念叙勲の一環として1831年9月10日に連合王国貴族であるフォーファーシャーにおけるブレチン＝ネイヴァーのパンミュア男爵に叙され、13日に貴族院議員に就任した。庶民院議員の退任以降もフォーファーシャー選挙区への影響力を維持し、叙爵直後の補欠選挙では自身の支持するダグラス・ゴードン＝ハリーバートン卿が落選したものの、選挙申し立ての結果逆転当選している。また、フォーファーシャーのほかにもアバディーン・バラ選挙区、パース・バラ選挙区（1832年廃止）、モントローズ・バラ選挙区（1832年設立）で影響力を有した。
1852年4月13日にブレッチン城で死去、長男フォックスが爵位を継承した。

## 人物
1792年に成人するとともにパンミュア伯爵家の領地を完全に継承すると、ギャンブル、大酒飲み、競馬、放蕩なセックスなどあらゆる遊びにはまった若者の1人として形容されるようになり、1796年の選挙戦でスコットを裏切ってカーネギーと手を組んだときもスコットから「どれだけ美徳があったとしても、酒とそれに付随する弱点は美徳を打ち消すほどであり、彼の行動には驚かなかった」（I [...] marvelled not at his conduct because I conceived that wine and its concomitant weakness are equal to blunt all the virtues he might have been possessed of）と評されている。
『英国人名事典』では当時のスコットランドのジェントリ層と比較しても豪奢さや散財が激しかったが、多くの遺産を継承したためそれを乗り切ったとしている。『オックスフォード英国人名事典』によると、晩年（ヴィクトリア朝）においてもその性格は変わらなかったという。気性が激しく、家族との関係が悪かったが、その一方で多くの慈善活動を行ったという。
政治家としては常にホイッグ党を支持し、『英国議会史』では「会議出席の面ではより頼りにならないものの、最後までホイッグ党の理想を支持し、金銭での貢献が必要なときは頼りになる」（if Maule [...] was one of the Whigs’ less dependable adherents in terms of parliamentary attendance, he remained loyal to their cause in spirit and could generally be relied on for a contribution when money was required）と評されている。
1808年から1809年までスコットランド・グランドロッジのグランドマスターを務めた。

## 家族
1794年12月1日、パトリシア・ヒロン・ゴードン（Patricia Heron Gordon、1821年5月11日没、ギルバート・ゴードンの娘）と結婚、3男7女をもうけた。モールは家庭では「暴君的」（tyrannical）だったと形容され、パトリシアが1817年ごろにモールと別居した上、長男フォックスがパトリシア側につくとフォックスを勘当し、毎年100ポンドの年金しか残さなかったという。
- パトリシア（1859年8月23日没） - 1826年3月8日、ギルバート・ヤング（Gilbert Young、1829年没）と結婚[12]
- エリザベス（1852年9月12日没） - 1822年12月26日、第2代準男爵サー・アレクサンダー・ラムゼイと結婚[12]
- ルシンダ（Lusinda） - 早世
- メアリー（1864年9月1日没） - 1824年10月24日、ジェームズ・ハミルトン（James Hamilton、1851年3月2日没）と結婚[12]
- フォックス（1801年4月22日 – 1874年7月6日） - 第2代パンミュア男爵、第11代ダルハウジー伯爵[12]
- ジョージアナ（1833年4月13日没） - 1824年10月2日、W・H・ダウビギン（W. H. Dowbiggin、1849年3月4日没）と結婚、子供あり[12]
- ラムゼイ（Ramsay、1884年4月30日没） - 1826年10月26日、D・マクドナルド（D. Macdonald）と結婚[12]
- クリスティアン（Christiane、1806年ごろ – 1888年3月21日） - 生涯未婚[12]
- ローダーデイル（英語版）（1807年3月27日 – 1854年8月1日） - 軍人、生涯未婚[12]
- ウィリアム（1809年3月29日 – 1859年2月17日） - 1844年4月16日、エリザベス・ビニー（Elizabeth Binney、1905年2月11日没、ウィリアム・ビニーの長女）と結婚、子供あり[12]

1822年6月4日にエリザベス・バートン（Elizabeth Barton、1799年1月19日 – 1867年6月25日、ジョン・ウィリアム・バートンの娘）と再婚したが、2人の間に子供はいなかった。